# Petit château La Gloriette
Pour les articles homonymes, voir Petit-Château et Gloriette (homonymie).

## Localisation
Le petit château La Gloriette est un édifice situé à Nevers, en France.
Adresse : place des Reines de Pologne.

## Historique
Les restes du château dit "la Gloriette" montrent l'ancien pavillon qui fut construit à l'époque de Charles I de Gonzague (début XVIIe).
Louis de Gonzague fait reconstruire le vieux château de la Gloriette à la fin du XVIe siècle dans un souci de confort et son fils Charles en poursuit l'aménagement au début du XVIIe siècle. Le grand château, en effet, présentait une disposition bien archaïque avec ses pièces en enfilade et ses multiples niveaux. Ce nouveau bâtiment de style italien rapporte la tradition. Il formait cloître autour de deux cours successives. Il donnait au nord sur la rue des Ouches dont il rattrapait le niveau par l'étagement des pièces de service, et au sud sur l'étroite "montée du château", l'actuelle place des Reines de Pologne n'étant pas encore aménagée mais toujours occupée par les jardins de la Chambre des comptes. On peut s'étonner du choix de Louis de Gonzague pour la reconstruction du château de Gloriette et non l'aménagement ou la reconstruction du grand château. Ce serait oublier qu'il était fort occupé depuis 1575-1580 par la construction de son hôtel parisien près de la tour de Nesle. Ce serait mésestimer par ailleurs la valeur symbolique du grand château dans la ville de Nevers.  (source : "Cheminement piéton de la Ville de Nevers").

## Architecture

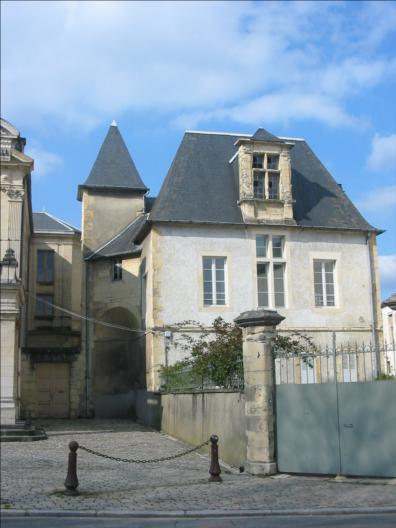
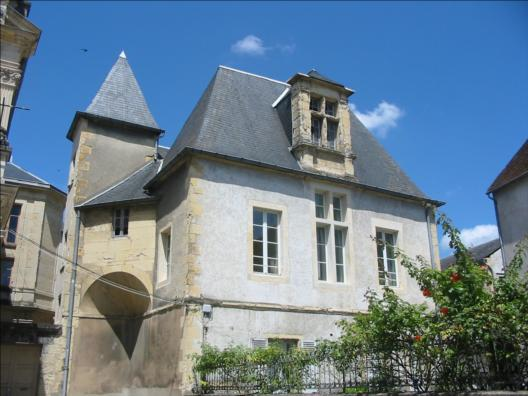